# Dödesbach
Der Dödesbach im Rothaargebirge ist ein ca. 4,9 km langer, orographisch rechter Zufluss der Odeborn im Kreis Siegen-Wittgenstein in Nordrhein-Westfalen.

## Verlauf
Der Dödesbach entspringt etwa 630 m nordöstlich des Albrechtsberges auf 690,2 m. ü. NHN in der Nähe des Parkplatzes Albrechtsplatz. Der Bach fließt zunächst durch dichten Laubwaldwald in einem engen Tal in südwestliche Richtung, bevor er sich nach 100 m nach Süden wendet und auf der westlichen Seite der Bundesstraße B480 talwärts folgt. Ab ca. 2,6 km durchfließt der Dödesbach mehrere bewirtschaftete Wiesen. Im oberen Bereich mündet hier rechtsseitig der Emmegraben und nach etwa 4 km ebenfalls rechtsseitig der Fisselsbach ein. Kurz vor der Mündung unterquert der Dödesbach die Bundesstraße B480 bevor er nach 5 km rechtsseitig in die Odeborn einfließt.

## Natur und Umwelt
Im gesamten Verlauf, abgesehen vom Mündungsbereich, liegt der Dödesbach in dem Naturschutzgebiet Rothaarkamm am Grenzweg und bildet quasi dessen östliche Grenze. Das Naturschutzgebiet erstreckt sich über das Gebiet der Stadt Bad Berleburg sowie, zu kleineren Anteilen im Südosten, auf die Gemeinde Erndtebrück, im Kreis Siegen-Wittgenstein in Nordrhein-Westfalen. Das aus fünf Teilflächen bestehende, in Berleburg etwa 3525 ha und in Erndtebrück 111 ha große Gebiet, das im Jahr 2004 unter den Schlüsselnummern SI-091 und SI-122 unter Naturschutz gestellt wurde, erstreckt sich nordwestlich, nördlich und nordöstlich der Kernstadt Bad Berleburg am Kamm der Rothaar sowie, Südwesten, am Burgkopf. 